# 真野宏子
真野 宏子（まの ひろこ、1963年 - ）は日本の美術史学者。京都情報大学院大学の教授である。

## 経歴
- 早稲田大学文学士、同大学院博士後期課程満期退学（美術史専攻）、博士（文学）[3]
- ドイツ・ベルリン フンボルト大学哲学科美術史専攻博士課程留学

## 受賞
- 早稲田大学美術史学会学会賞[4]

## 学術論文
- 真野宏子「カンディンスキー作《いくつかの円》（1926年）：抽象絵画における空間の問題」美学会,美學第182号（第46巻第2号）,pp.33-43,1995 doi:10.20631/bigaku.46.2_33
- 真野宏子「カンディンスキーの『抽象絵画』における造形上の問題：視覚体験としてのキュビスム」早稲田大学美術史学会,美術史研究第35冊,pp.45-66,1997 NAID 40003236085
- 真野宏子「カンディンスキーとロベール・ドローネーに関する一考察」早稲田大学美術史学会,美術史研究第37冊,pp.23-44,1999 NAID 40003236304
- 真野宏子「読み取り難い絵画：カンディンスキーのキュビスム観」広島芸術学会,藝術研究第14号,pp.31-46,2001 NAID 40004773411
- 真野宏子「ヴァシリー・カンディンスキーとアンリ・ル・フォーコニエ」國學院大學,國學院雑誌第104巻第10号,pp.18-31,2003 NAID 40006159684
- 真野宏子「パリ時代のカンディンスキー：ピカソとの対立をめぐって」美術史学会,美術史第160号,pp.348-363,2006 NAID 40007274133
- 真野宏子「イリヤ・レーピンの《思いがけなく》（1884-88年）：ロシア・リアリズムと印象主義をめぐる一考察」共立女子大学文芸学部,共立女子大学文芸学部紀要第62集,pp.47-75,2016 NAID 120005755376
- 真野宏子「シャガールの『磔刑像』について」共立女子大学文芸学部,共立女子大学文芸学部紀要第66集,pp.51-79,2020 NAID 120006867174

## 調査報告論文
- 真野宏子「カンディンスキーの作品におけるキュビスムの造形的関与」鹿島美術財団,鹿島美術研究年報第16号別冊,pp.381-400,1999 NAID 40004773689

## 項目執筆
- 監修：黒江光彦,木村三郎・島田紀夫・千足伸行・千葉成夫・森田義之編,（分担執筆）「西洋絵画作品名辞典」三省堂,1078p,1994 ISBN 4385154279
- 岩波書店編集部編,（事項執筆）「西洋絵画作品名辞典」（2分冊）岩波書店,2013

## 翻訳
- 真野宏子訳,マティアス･アルノルト著「エドヴァルト･ムンク」PARCO出版,パルコ美術新書,206p,1994 ISBN 9784891943868
- 真野宏子訳,マティアス･アルノルト著「アンリ・ド・トゥールーズ＝ロートレック」PARCO出版,パルコ美術新書,1996 ISBN 9784891944711
- 共訳：真野宏子,岡田奈保,安松みゆき,クルト･レオンハルト著「ポール･セザンヌ」PARCO出版,パルコ美術新書,222p,1996 ISBN 4891944889
- 共訳：真野宏子,島勉,松下ゆう子,ディートリヒ･シューベルト著「オットー･ディックス」PARCO出版,パルコ美術新書,222p,1997 ISBN 9784891944346
- 真野宏子訳,トルステン・ブルーメ著「デッサウのバウハウス：学校と工房」,「バウハウス・デッサウ展」図録,pp.239-249,産経新聞社,2008 ASIN B002926312
- 真野宏子訳,ペーター・パンツァー著「ドイツにおけるジャポニスム：芸術と好奇心の間にある日本への熱狂」,日独交流史編集委員会編,「日独交流150年の軌跡」雄松堂書店,pp.111-122,2013 ISBN 9784841906554

## 新聞寄稿・書評
- 真野宏子「主張する石：ウルリヒ・リュックリーム展の印象」東京新聞夕刊,1995(11/8) NDLC:ZZ4
- 真野宏子「2011年回顧・芸術（美術書）」読書人,「週刊読書人」2011(12/23) NDLC:ZZ31
- 真野宏子「2012年回顧・芸術（美術書）」読書人,「週刊読書人」2012(12/21) NDLC:ZZ31
- 真野宏子「2013年回顧・芸術（美術書）」読書人,「週刊読書人」2013(12/24) NDLC:ZZ31
- 真野宏子「スザンヌ･フェイジェンス･クーパー著,安達まみ訳『エフィー･グレイ：ラスキン,ミレイと生きた情熱の日々』」読書人,「週刊読書人」2015(10/9) NDLC:ZZ31

## 教科書・テキスト
- 監修：高階秀爾,分担執筆：真野宏子,本間紀子,木川弘美,久々湊直子,笠松佐和子「西洋絵画史入門」（NHK学園通信教育講座｢西洋美術への誘い｣コーステキスト）,pp.1-13,1999